# Roger Pryor
Roger Pryor est un acteur américain né le 27 août 1901 à New York (État de New York) et mort le 31 janvier 1974 à Puerto Vallarta (Mexique).

## Biographie
C'est le fils d'Arthur Pryor (en), chef d'orchestre et compositeur.

## Filmographie
- 1930 : Taxi Talks de Roy Mack
- 1933 : Moonlight and Pretzels de Karl Freund : George Dwight
- 1934 : I Like It That Way de Harry Lachman : Jack Anderson
- 1934 : Romance in the Rain de Stuart Walker : Charlie Denton
- 1934 : I'll Tell the World de Edward Sedgwick : William S. Briggs
- 1934 : Ce n'est pas un péché de Leo McCarey : Tiger Kid
- 1934 : Lady by Choice de David Burton : Johnny Mills
- 1934 : Wake Up and Dream de Kurt Neumann : Charlie Sullivan
- 1935 : Straight from the Heart de Scott Beal : Andy MacLean
- 1935 : Strange Wives de Richard Thorpe : Jimmy King
- 1935 : To Beat the Band de Ben Stoloff : Larry Barry
- 1935 : Dinky de D. Ross Lederman et Howard Bretherton : Tom Marsden
- 1935 : The Headline Woman de William Nigh : Bob Grayson
- 1935 : 1,000 Dollars a Minute de Aubrey Scotto : Wally Jones
- 1935 : The Case of the Missing Man de D. Ross Lederman : Jimmy Hudson
- 1935 : The Girl Friend de Edward Buzzell : George Thorne
- 1936 : Missing Girls de Phil Rosen : Jimmie Dugan
- 1936 : Sitting on the Moon de Ralph Staub : Danny West
- 1936 : Ticket to Paradise de Aubrey Scotto : Terry Dodd, alias Jack Doe
- 1936 : The Return of Jimmy Valentine de Lewis D. Collins : Gary Howard
- 1939 : Celui qui avait tué la mort (The Man They Could Not Hang) de Nick Grinde : Drake, le district attorney
- 1939 : Sued for Libel de Leslie Goodwins : Willard Corbin, le district attorney
- 1940 : Money and the Woman de William K. Howard : Charles Patteson
- 1940 : Glamour for Sale de D. Ross Lederman : James R. Daly
- 1940 : The Lone Wolf Meets a Lady de Sidney Salkow : Pete Rennick
- 1940 : She Couldn't Say No de William Clemens : Wallace Turnbull
- 1940 : Gambling on the High Seas (en) de George Amy : Max Gates
- 1940 : Bowery Boy de William Morgan : J. R. Mason
- 1940 : A Fugitive From Justice de Terry O. Morse : Dan Miller
- 1940 : L'Homme que j'ai ressuscité (The Man with Nine Lives) de Nick Grinde : Tim Mason
- 1941 : The Officer and the Lady de Sam White : Johnny Davis
- 1941 : Espions volants (Flying Blind) réalisé par Frank McDonald : Rocky Drake
- 1941 : Bullets for O'Hara (en) de William K. Howard : Michael Aloysius O'Hara
- 1941 : South of Panama de Jean Yarbrough : Mike Lawrence
- 1941 : The Richest Man in Town (en) de Charles T. Barton : Tom Manning
- 1941 : Gambling Daughters de Max Nosseck : Chance Landon
- 1941 : Power Dive de James P. Hogan : Dan McMasters
- 1942 : I Live on Danger de Sam White : Bert Jannings
- 1942 : A Man's World de Charles T. Barton : "Bugsy" Nelson
- 1942 : So's Your Aunt Emma! de Jean Yarbrough : Terry
- 1943 : Lady Bodyguard de William Clemens : George MacAlister
- 1943 : Submarine Alert de Frank McDonald : G.B. Fleming
- 1944 : Dangerous Passage de William Berke
- 1945 : Thoroughbreds (en) de George Blair : Harold Matthews
- 1945 : Man from Oklahoma de Frank McDonald : Jim Gardner
- 1945 : Scared Stiff de Frank McDonald : Richardson
- 1945 : Identity Unknown de Walter Colmes : Rocks Donnelly
- 1945 : High Powered de William Berke : Rod Farrell
- 1945 : The Cisco Kid Returns de John P. McCarthy : John Harris